# Джим Крамер
Джим Кра́мер (повне ім'я — Джеймс Джозеф Крамер; англ. James Joseph "Jim" Cramer; 10 лютого 1955, Вайнмор, Пенсільванія) — американський інвестиційний авторитет, телевізійний шоумен, письменник на інвестиційну тематику.
В минулому був менеджером фонду хеджування.
Ведучий своєї програми «Шалені гроші» («Mad money») на CNBC (Сі-Ен-Бі-Сі), засновник й господар TheStreet.com. Проживає в Самміт, Нью-Джерсі. Має 100 млн дол. капіталу.